# Prva slovenska nogometna liga 2024-2025
La Prva slovenska nogometna liga 2024-2025 (in lingua italiana: Primo campionato calcistico sloveno 2024-2025), detta anche Prva liga Telemach Slovenije 2024-2025 per motivi di sponsorizzazione, abbreviata in 1. SNL 2024-2025, è stata la trentaquattresima edizione della massima serie del campionato di calcio sloveno, disputata tra il 19 luglio 2024 e il 25 maggio 2025.
Il Celje era la squadra campione in carica, mentre la competizione è stata vinta dall'Olimpia Lubiana, al suo quarto titolo nazionale.

## Stagione

### Novità
Al termine della stagione precedente sono stati retrocessi in 2. SNL l'Aluminij ultimo classificato e il Rogaška, che non ha ottenuto la licenza per iscriversi alla 1. SNL. Al loro posto, dalla 2.SNL sono state promosse Primorje e Nafta 1903.

### Formula
Le 10 squadre partecipanti disputano un doppio girone di andata e ritorno, per un totale di 36 partite. Al termine della stagione la squadra prima classificata è campione di Slovenia ed è ammessa alla UEFA Champions League 2025-2026, mentre seconda e terza sono ammesse alla UEFA Conference League 2025-2026 e la vincitrice della coppa nazionale alla UEFA Europa League 2025-2026.
L'ultima classificata è retrocessa in 2. SNL, mentre la penultima gioca uno spareggio promozione/retrocessione con una squadra di 2. SNL per la permanenza in massima serie.

## Squadre partecipanti
| Club            | Città         | Stadio                 | Stagione precedente  |
| --------------- | ------------- | ---------------------- | -------------------- |
| Bravo           | Lubiana       | Športni park Ljubljana | 4º posto in 1. SNL   |
| Celje           | Celje         | Stadio Z'dežele        | Campione di Slovenia |
| Domžale         | Domžale       | Športni park Domžale   | 6º posto in 1. SNL   |
| Koper           | Capodistria   | Stadio Bonifika        | 5º posto in 1. SNL   |
| Maribor         | Maribor       | Stadion Ljudski vrt    | 2º posto in 1. SNL   |
| NŠ Mura         | Murska Sobota | Stadio Fazanerija      | 7º posto in 1. SNL   |
| Nafta 1903      | Lendava       | Lendava Sports Park    | 2. SNL               |
| Olimpia Lubiana | Lubiana       | Stadio Stožice         | 3º posto in 1. SNL   |
| Primorje        | Aidussina     | Ajdovščina Stadium     | 2. SNL               |
| Radomlje        | Domžale       | Športni park Domžale   | 9º posto in 1. SNL   |

## Classifica
|                     | Pos. | Squadra         | Pt | G  | V  | N  | P  | GF | GS | DR  |
| ------------------- | ---- | --------------- | -- | -- | -- | -- | -- | -- | -- | --- |
| Slovenia (bandiera) | 1.   | Olimpia Lubiana | 74 | 36 | 21 | 11 | 4  | 63 | 20 | +43 |
|                     | 2.   | Maribor         | 67 | 36 | 19 | 10 | 7  | 64 | 32 | +32 |
|                     | 3.   | Koper           | 66 | 36 | 19 | 9  | 8  | 60 | 35 | +25 |
|                     | 4.   | Celje           | 61 | 36 | 17 | 10 | 9  | 76 | 51 | +25 |
|                     | 5.   | Bravo           | 55 | 36 | 14 | 13 | 9  | 52 | 44 | +8  |
|                     | 6.   | Primorje        | 43 | 36 | 11 | 10 | 15 | 41 | 61 | -20 |
|                     | 7.   | NŠ Mura         | 35 | 36 | 9  | 8  | 19 | 37 | 51 | +14 |
|                     | 8.   | Radomlje        | 35 | 36 | 10 | 5  | 21 | 37 | 69 | -32 |
|                     | 9.   | Domžale         | 29 | 36 | 7  | 8  | 21 | 35 | 66 | -31 |
|                     | 10.  | Nafta 1903      | 28 | 36 | 6  | 10 | 20 | 33 | 69 | -36 |

Legenda:
      Campione di Slovenia e ammessa alla UEFA Champions League 2025-2026
      Ammessa alla UEFA Europa League 2025-2026
      Ammesse alla UEFA Conference League 2025-2026
 Ammessa allo spareggio promozione-retrocessione
      Retrocesse in 2. SNL 2025-2026
Note:
Tre punti a vittoria, uno a pareggio, zero a sconfitta.
La classifica viene stilata secondo i seguenti criteri:
- Punti conquistati
- Punti conquistati negli scontri diretti
- Differenza reti negli scontri diretti
- Reti realizzate negli scontri diretti
- Differenza reti generale
- Reti totali realizzate

## Spareggio promozione-retrocessione
|         | Risultati |         | Luogo e data            |
| ------- | --------- | ------- | ----------------------- |
| Domžale | 1 - 3     | Triglav | Domžale, 29 maggio 2025 |
| Triglav | 1 - 4     | Domžale | Kranj, 1 giugno 2025    |
|         |           |         |                         |